# 분산 메모리

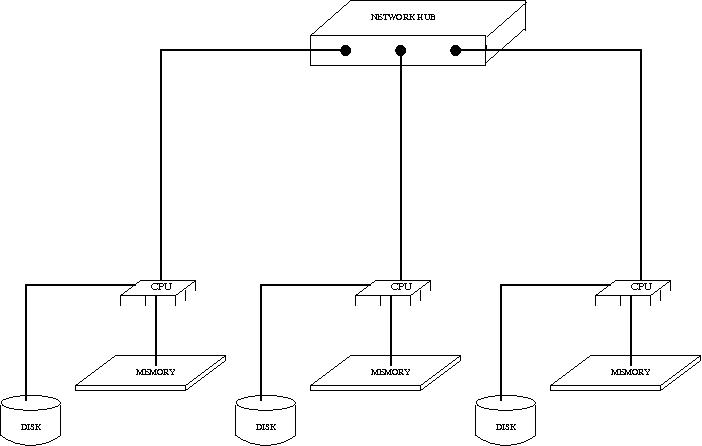
세 컴퓨터의 분산 메모리 시스템 개념도

분산 메모리는 각 처리기마다 개별 메모리를 가지는 다중처리기 컴퓨터 시스템이다. 모든 프로세서가 메모리를 공유하여 사용하는 공유 메모리 다중처리기와 반대의 개념이다.